# Ванцін
43°18′48″ пн. ш. 129°45′35″ сх. д. / 43.31321° пн. ш. 129.7598° сх. д.
Ванцін (кит. 汪清县, пін. Wāngqīng Xiàn) — один із повітів КНР у складі Яньбянь-Корейської автономної префектури, провінція Цзілінь. Адміністративний центр — містечко Дачуань.

## Географія
Ванцін лежить на висоті близько 230 метрів над рівнем моря у Маньчжуро-Корейських горах.

### Клімат
Повіт знаходиться у зоні, котра характеризується вологим континентальним кліматом. Найтепліший місяць — серпень із середньою температурою 20,7 °C. Найхолодніший місяць — січень, із середньою температурою -15,5 °С.
| Клімат повіту Ванцін    | Клімат повіту Ванцін | Клімат повіту Ванцін | Клімат повіту Ванцін | Клімат повіту Ванцін | Клімат повіту Ванцін | Клімат повіту Ванцін | Клімат повіту Ванцін | Клімат повіту Ванцін | Клімат повіту Ванцін | Клімат повіту Ванцін | Клімат повіту Ванцін | Клімат повіту Ванцін | Клімат повіту Ванцін |
| Показник                | Січ.                 | Лют.                 | Бер.                 | Квіт.                | Трав.                | Черв.                | Лип.                 | Серп.                | Вер.                 | Жовт.                | Лист.                | Груд.                | Рік                  |
| Середній максимум, °C   | −7,4                 | −2,3                 | 4,6                  | 14,3                 | 20,4                 | 23,8                 | 25,9                 | 26,4                 | 21,6                 | 14,3                 | 3,4                  | −5                   | 11,7                 |
| Середня температура, °C | −15,5                | −10,2                | −2,4                 | 6,7                  | 12,9                 | 17,3                 | 20,6                 | 20,7                 | 14,2                 | 6,4                  | −3,5                 | −12,2                | 4,6                  |
| Середній мінімум, °C    | −22                  | −17,2                | −8,8                 | −0,2                 | 6,2                  | 12,1                 | 16,5                 | 16,5                 | 8,6                  | 0                    | −9,1                 | −18                  | −1,2                 |
| Норма опадів, мм        | 6.9                  | 6.3                  | 12.6                 | 32.8                 | 58.1                 | 81.9                 | 123.9                | 109.3                | 66.1                 | 30                   | 13.9                 | 9.1                  | 550.9                |
| Вологість повітря, %    | 65                   | 60                   | 57                   | 55                   | 62                   | 74                   | 81                   | 81                   | 77                   | 65                   | 63                   | 66                   | 67.2                 |
| ----------------------- | -------------------- | -------------------- | -------------------- | -------------------- | -------------------- | -------------------- | -------------------- | -------------------- | -------------------- | -------------------- | -------------------- | -------------------- | -------------------- |
| Джерело: data.cma.cn    |                      |                      |                      |                      |                      |                      |                      |                      |                      |                      |                      |                      |                      |